# João Beaufort, 1.º Duque de Somerset
João Beaufort, 1.° Duque de Somerset, 3.° Conde de Somerset (1404 – 27 de maio de 1444) foi um nobre e comandante militar inglês durante a Guerra dos Cem Anos.
Foi cavaleiro da Ordem de Jarreteira e, após a sua morte, deixa o seu lugar ao português D. Álvaro Vaz de Almada.